# Lamp Life
Lamp Life (bra: Aventuras de Betty; prt: Vida de Candeeiro) é um curta-metragem animado lançado em 31 de janeiro de 2020, na nova rede de serviços de streaming direto ao consumidor da Disney, Disney+.

## Enredo
Bo Peep/Betty faz um grande retorno e lidera o caminho, finalmente respondendo às perguntas sobre onde Bo Peep/Betty estava desde a última vez que a vimos em Toy Story 2 desde que ela saiu.

## Elenco
- Jim Hanks como Woody
- Annie Potts como Betty(pt-BR) ou Bo Peep(pt-PT?)
- Ally Maki como Isa Risadinha(pt-BR) ou Giggle McRisos(pt-PT?)
- Emily Davis como Mariel, Muriel e Abel(pt-BR) ou Billy, Cabrita e Rude(pt-PT?)

## Produção
Bo Peep/Betty originalmente entrou em grandes detalhes sobre o que aconteceu com ela depois que ela saiu da casa de Andy em um flashback. Nós a vimos dada a uma nova família, colocada em armazenamento por anos, doada, levada a um brechó, oferecida como presente de elefante branco e depois quebrada acidentalmente por uma criança. Bo então fez uma enorme escolha e deixou esse garoto. Ela e suas ovelhas viajaram pela chuva e pela cobertura da noite para criar uma nova vida na loja de antiguidades. Embora emocional, o flashback foi finalmente retirado de Toy Story 4 e depois evoluído para Lamp Life.